# 宮地さくら
宮地 さくら（みやぢ さくら、1989年4月1日 - ）は、日本のAV女優。

## 作品

### アダルトビデオ
2015年
- 映画館でオマ○コくぱぁ 隣の痴女に犯●れて…
- 寝取られ糞 妻の学生時代の先輩に糞取られた旦那 宮地さくら
- 時間よ止まれ！宮地さくらよ止まれ！～いつでもどこでもスカトロ天国～

| スタブアイコン | サブスタブ | この項目は、まだ閲覧者の調べものの参照としては役立たない、性風俗関係者に関連した書きかけの項目です。この項目を加筆・訂正などしてくださる協力者を求めています（P:性/PJ:性）。 |